# Lago Buenos Aires/General Carrera
Il lago Buenos Aires/General Carrera si trova in Patagonia ed è suddiviso tra Cile ed Argentina. In Argentina è noto con il nome di lago Buenos Aires, mentre in Cile si chiama lago General Carrera; entrambi i nomi sono riconosciuti a livello internazionale.
Il lago ha una superficie di 1.850 km², dei quali 970 km² stanno dalla parte cilena (regione di Aysén) mentre i restanti 880 km² si trovano nella provincia di Santa Cruz, che ne fanno il lago più grande del Cile e dell'Argentina. È il secondo lago più grande dell'America meridionale, dopo il lago Titicaca.

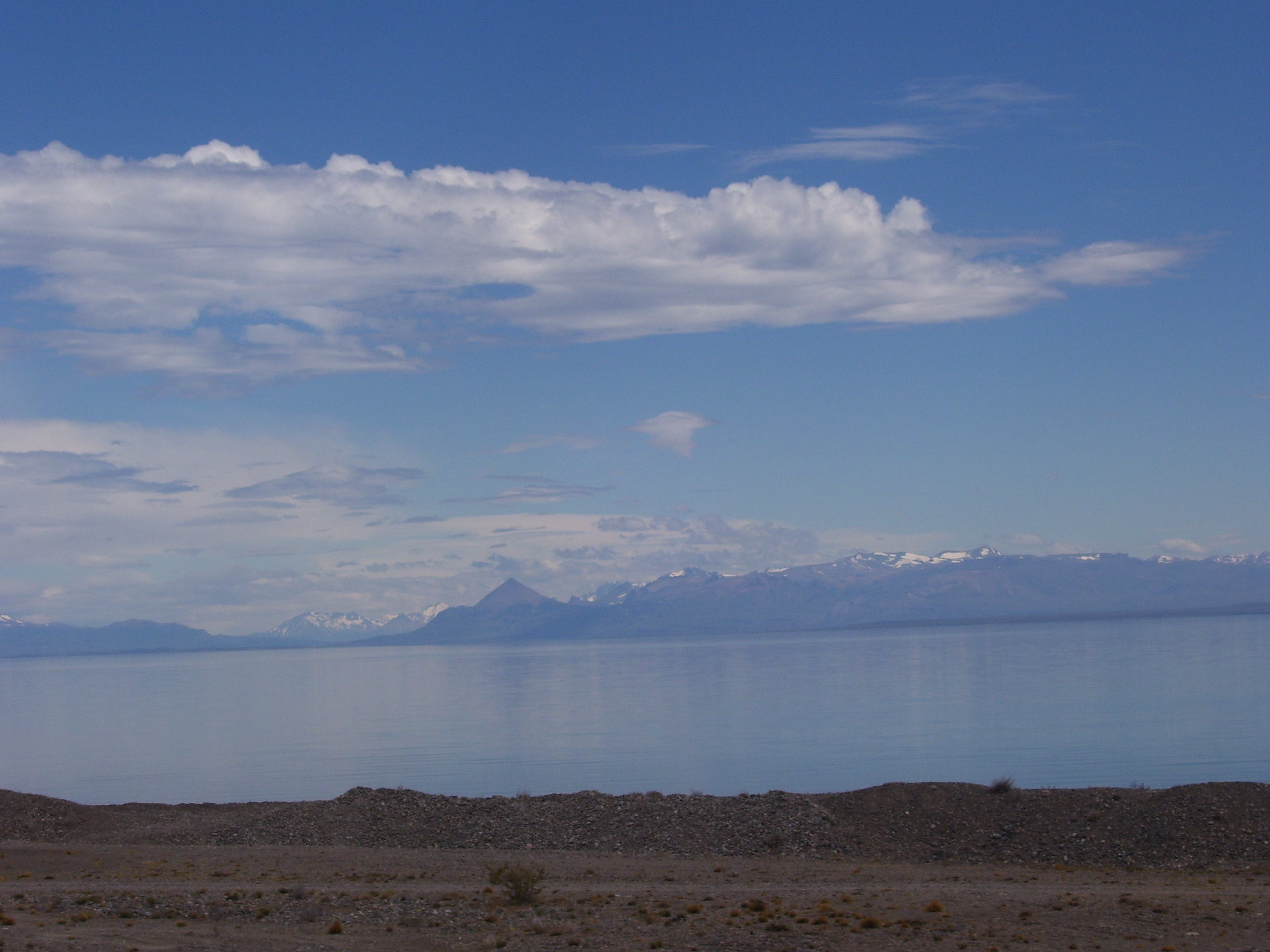
Vista del lago Buenos Aires, dal lato Argentino.

È un lago di origine glaciale, originandosi dalle Ande e riversando le sue acque nell'oceano Pacifico attraverso il Río Baker. Dalla sua sponda orientale si origina il piccolo Fénix Chico, che si riversa nel río Deseado e, da questo, nell'oceano Atlantico, anche se attualmente ha un carattere intermittente, per via dell'erosione e dei depositi della morena (da verificare questa appartenenza ad entrambi i bacini, in area di contestazioni confinarie: consultando openstreetmap, infatti il lago avrebbe una quota di circa 205 m, e il Fénix Chico dovrebbe risalire fino a circa 385 m per confluire nel rio Fénix presso la cittadina di Perito Moreno, il che renderebbe impossibile il suo scorrimento verso l'Atlantico).
Il lago ha una profondità massima di 590 metri. Il clima della zona è freddo e molto ventoso e questo non favorisce l'insediamento umano ma non ha impedito la formazione di alcuni villaggi nei pressi del lago, le cui sponde hanno un microclima abbastanza favorevole come nel caso degli insediamenti di Puerto Ingeniero Ibáñez, nella sponda nord, e Chile Chico sulla sponda sud, entrambi in territorio cileno. Sulla sponda argentina si trova l'abitato di Los Antiguos, vicino a Chile Chico, il più antico della zona, mentre la città di Perito Moreno si trova ad alcuni chilometri all'interno.

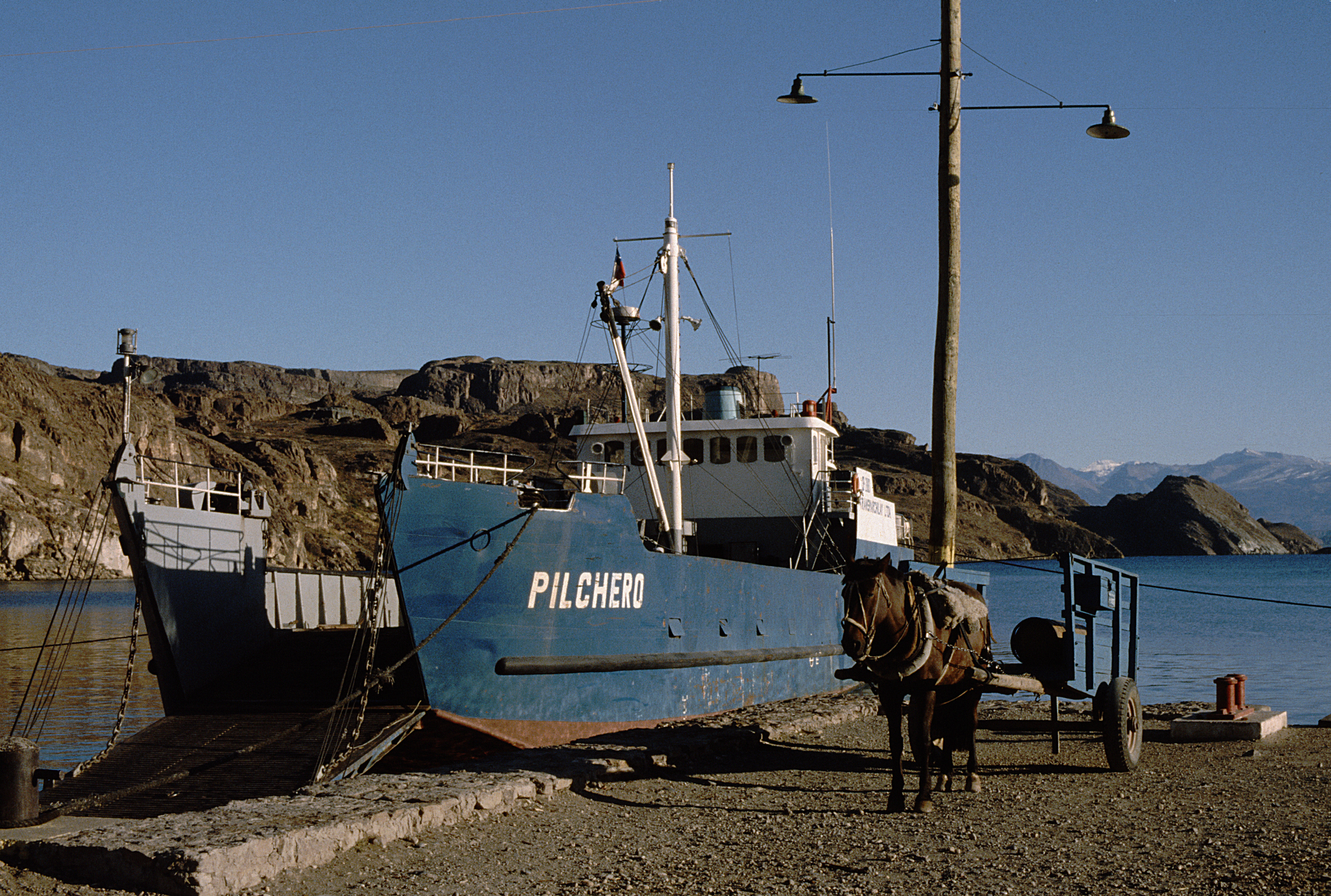
Imbarcazione a Chile Chico, sulla sponda cilena del lago General Carrera

Le sponde di questo lago cominciarono ad essere abitate nel periodo dal 1900 al 1925. Nel 1971 e nel 1991 l'eruzione del vulcano Hudson provocò molti danni nella zona, la cui economia è basata principalmente sull'allevamento ovino.
Il lato argentino è facilmente accessibile grazie ad un antichissimo sentiero utilizzato dai patagoni e, in seguito, nel XIX secolo, dall'esploratore Francisco Moreno il quale scoprì il lago. Questo sentiero, negli anni trenta, fu incluso in una parte della RN 40. Dall'altra parte il lato cileno si è mantenuto in uno stato di prolungato isolamento. Per molti anni questa zona fu accessibile utilizzando solamente le strade che conducevano in territorio argentino, fino a che non furono iniziati i lavori, negli anni novanta, per la Carretera Austral, che permisero la connessione diretta con il resto del Cile. Il lago è famoso per la "Catedral de Mármol", un isolotto nel mezzo del lago formato da rocce bianche, e per l'abbondanza di pesci come la trota ed altri salmonidi.